# وحش بلادنبورو

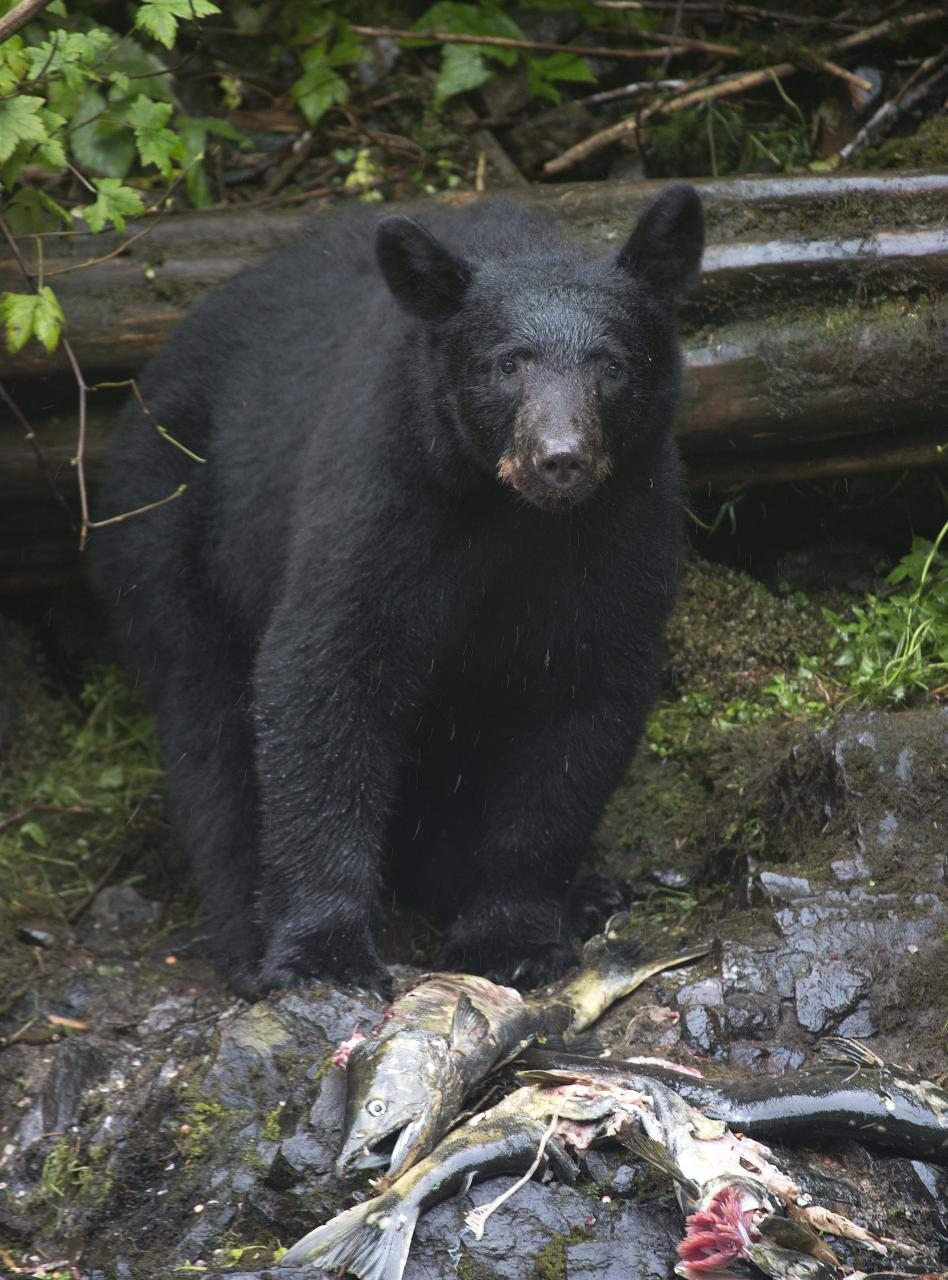

وحش بلادنبورو (بالإنجليزية: Beast of Bladenboro)‏ هو اسم يشير لمخلوق كان مسؤولا عن سلسلة من الوفيات بين الحيوانات في بلدة بلادنبورو في كارولينا الشمالية في شتاء 1953-1954. ووفقا لشهود العيان ومتعقبي الآثار فيحتمل أنه كان قطا بريا، ولكن طبيعة الحيوان غير المؤكدة تجعله يدخل مجال علم الحيوانات الخفية. عرف عنه انه كان يسحق أو يقطع رؤوس ضحاياه، والتي كان معظمها من الكلاب.

## الوفيات
في حالة قد تكون مرتبطة بالحوادث، تم العثور على كلب ميت في كلاركتون، كارولينا الشمالية (تبعد حوالي ثمانية أميال من بلادنبورو)، قتل على يد شيء وصفه الشهود بأنه «أملس وأسود وبطول خمسة أقدام» حسب تقرير رئيس الشرطة روي فورس في 29 ديسمبر 1953.
في 31 ديسمبر، تم العثور على جثث كلبين يخصان رجلا من بلادنبورو اسمه جوني فوس. بحسب ما ذكر، فقد وجد كمية كبيرة من الدم في موقع الحادث قرب كوخيهما. وذكر فوس أن الكلبين «تعرضا للتمزيق والسحق». في اليوم التالي، 1 يناير 1954، تم العثور على كلبين آخرين ميتين في بلادنبورو في مزرعة وودي ستورم. ويبدو أن أحدهما تم أكله، وفقا لشهود العيان. وفي ليلة الثاني من يناير، قال مزارع يدعى غاري كالاهان أن كلبه قد قتل.
تم العثور على كلبين آخرين ميتين يوم 3 يناير. تم تشريح أحد الكلاب، وفقا لما ذكره قائد الشرطة روي فورس «... لم يكن هناك أكثر من قطرتين أو ثلاث من الدم في جسده [...] كانت شفة الضحية السفلى مفتوحة وتحطمت عظام الفك». وقال فورس أيضا أنه وجد شيئا آخر على الكلاب الميتة، «تم قضم أذن أحد الكلاب وتم مضغ ألسنة اثنين آخرين.» 
وفقا لصحيفة شارلوت نيوز، في ليلة 5 يناير تم العثور على أرنب «مقطوع الرأس ولا يزال دافئا». وفي 7 يناير، تم العثور على كلب ميت في المراعي بالقرب من مستنقع بلادنبورو.
شهد جوليان شو، وهو صاحب محطة بنزين محلية، أنه سمع أن عنزة قد ماتت بطريقة غريبة وذهب إلى حافة المدينة ليراها بنفسه. قال أن «رأس العنزة كان مسطحا مثل فطيرة... وكان غريبا». زعم شو أيضا الذي قتل العنزة قتل أيضا الأبقار والخنازير.

## اللقاءات والأوصاف
ذكر رجل يدعى مالكوم فرانك أنه رأى حيوانا يعبر الشارع. وصفه بأنها «بطول حوالي أربع أقدام ونصف، كثيف الشعر، ويشبه الدب أو النمر»، وفقا لطبعة 4 يناير من صحيفة ويلمنجتون مورنينغ ستار. وذكر فتى من بلادنبورو يدعى كارل بايت أنه رأى الوحش أيضا في ليلة 3 يناير. ووفقا لشهادته، «كان صغيرا، وكان هناك كائن يشبهه أصغر منه يجري بجانبه». وتمت الإفادة عن رؤية ثالثة يوم 3 يناير من قبل جيمس بيتمان: «حوالي الساعة 11:00 صباحا سمعت ضوضاء غريبة خارج نافذتي، وكأنه طفل يبكي. خرجت لأرى مصدر الضوضاء ورأيت الشجيرات تتحرك على بعد ميل، ولكن في الواقع لم أرى ما كان هذا الشيء. ومع ذلك، أعتقد أن وزنه يقترب من 150 رطل (70 كج)، حسب الطريقة التي دخل بها الشجيرات».
حوالي الساعة الثامنة من مساء يوم 4 يناير، زعم لويد كليمونس أنه رأى وحشا. وقدم السجل التالي لصحيفة ويلمنجتون مورنينغ ستار، ويحتوي على وصف مادي.
أمضت مجموعة من الصيادين من ويلمنجتون وهم الأخوة جاريت وجو غور تلك الليلة في تتبع مخلوق لثلاثة أميال حول المستنقعات. وفقا لشهادتهم، فقد أظهرت الآثار وجود مخالب بطول بوصة على الأقل، وأشارت أن وزن الحيوان يبلغ 80 إلى 90 رطلا (36-40 كج). رأى الصيادون أن حركة دوران الوحش قد تدل على أن له ابن أو رفيقة في مكان قريب.
وخلال الساعات الأولى من صباح 5 يناير، شاهد المأمور فورز ورجل يدعى دي جي بايت الوحش يهاجم كلبا على بعد مائة قدم أو ما شابه. ذكرا أن الكلب ركض بعيدا وهو يصيح، ولم يعثر عليه. ذكر بايت أيضا أنه رأى آثارا على طول ضفة الغدير بالقرب من مواقع الهجمات. وقال أن هناك مجموعتين من الآثار، وكان أحدها أصغر. وفي مساء ذلك اليوم، قالت السيدة كينلو أنه خرجت للشرفة الأمامية عند سماعها صوت أنين الكلاب. رأت ما وصفته بأنه «أسد جبل كبير» بالقرب من الكلاب، على بعد ثلاثة منازل. جرى المخلوق باتجاهها، ولكنه استدار وهرب عندما صرخت. 
ذكر صبي صغير يدعى دالتون نورتون عن مشاهدته لما وصفه أنه «قطة كبيرة» يوم 6 يناير. قال: «سمعنا ضجة على الشرفة. أيا كان الشيء فقد أصدر صوتا مثل بكاء الطفل. وقفز من الشرفة وشاهدته من النافذة، وذهب إلى أحد البيوت، ثم ذهب باتجاه آخر، ولم أره بعدها».
في 11 يناير، توقفت سيارتان أمام حيوان قالوا أنه بطول أربعة أقدام. ونقلت الصحيفة عن جيف إيفرز، أحد الرجال في السيارات، قوله أن الحيوان له «آذان صغيرة» وبأنه «بني ومخطط».

## مطاردة الوحش
ليلة 3 يناير، قام القائد العام للشرطة روي فورس بالبحث عن المخلوق مع كلابه، لكنها لم تكن تتبع الأثر.
قامت مجموعة من الشبان وكلابهم يوم 4 يناير بالبحث عن المخلوق المسؤول عن الحوادث. في تلك الليلة، قام قائد الشرطة روي فورز مع ثمانية إلى عشرة ضباط آخرين بعملية مطاردة خاصة بهم. كما انطلق الصيادون من ويلمنجتون إلى بلادنبورو للبحث عن الوحش أيضا ذلك المساء، حيث تتبعوا أثره لثلاثة أميال حول المستنقع.
وفي ليلة 5 يناير انطلق أكثر من 500 شخص وكلب عبر الغابات والمستنقعات في عملية البحث.
يوم 6 يناير، انطلق أكثر من 800 شخص من لاصطياد الوحش في المستنقعات. اخطط فورز لربط الكلاب كطعم لجذب المخلوق. ولكن تم إلغاء هذه الخطة، وكما قام المسؤولون بإنهاء عملية المطاردة بعد أصبح أمر سلامة الأفراد مصدرا للقلق.
في يوم 7 يناير، تجمع 800 إلى 1000 شخص آخرين لاصطياد المخلوق.
خلال مساء اليوم الثامن من يناير، انطلق أربعة من أعضاء إحدى الأخويات من جامعة نورث كارولينا في تشابل هيل لصيد المخلوق، وكانوا هم الوحيدين الذين سجل أنهم خرجوا للصيد. قام العمدة فوسيل بإنهاء عملية الصيد رسميا إلا إذا هاجم المخلوق مجددا أو كانت هناك رؤية شرعية. حيث أن فرق الصيد أصبحت كبيرة بشكل يهدد الأمن، كما أن فورز تلقى برقية من جمعية إنسانية في أشفيل بولاية نورث كارولينا احتجاجا على خطته لوضع الكلاب كطعم للمخلوق.
أتى مزارع محلي يدعى لوثر ديفيس بقط بوبكات ميت في 13 يناير. وقال أنه وجد البوبكات يصارع فخا فولاذيا في مستنقع كبير على بعد أربعة أميال من المدينة، وذلك في السادسة صباحا. وأطلق النار عليه في الرأس في حوالي الساعة 8:30. وقال وودرو فوسيل، عمدة بلادنبورو، للصحف أنه تم العثور على وحش بلادنبورو وقتله. إلا أن الباحث غالاهيو قال أنه من غير المرجح أن سنوريا صغيرا مثل البوبكات قد يكون قتل ومثل بجثث الكلاب. وفي اليوم نفسه، ذكر رجل يدعى بروس سولز من مدينة تابور سيتي أنه صدم قطا بسيارته عندما كان يغادر بلادنبورو. ذكر أنه «مرقط مثل النمر»، بارتفاع حوالي 20 إلى 24 بوصة (50-60 سم)، وزنه ما بين 75 و 90 رطل (34-40 كج). وأخذ القط معه إلى تابور سيتي. ومع ذلك، فقد نسبت صحف أخرى فضل صيد المخلوق إلى رجل ثالث. وهناك تقارير متضاربة في الصحف حول ما إذا كان القط المعني هو الذي اصطاده ديفيس أو الذي اصطاده الصياد بيري لويس وأرسل العمدة فوسيل صورته إلى الصحافة، وكان لويس يصطاد في جزء مختلف من مقاطعة بلادن عندما أطلق النار على البوبكات وقتله.

## تكهنات
تصف العديد من الشهادات وحش بلادنبورو بأنه سنوري، لكنها لا تتفق على نوع واحد.
وصف مالكوم فرانك الحيوان بأنه «يشبه إما الدب أو النمر». الصياد و. س. غاريت من ويلمنجتون زعم أنه سمع صراخ المخلوق عندما كان يصطاد، وشبهه بزئير النمر. قال هاري ديفيس، أمين متحف الولاية في رالي، أنه «لم يحدث وجود نمر في هذا البلد. وبحثنا في قصص النمور من قبل. واتضح أن أغلبها قطط منزلية كبيرة». وكان ويرى أنه قد يكون في الواقع قيوط: «جلبها البعض لشرق الولايات المتحدة كحيوانات أليفة وأطلقت في البرية بعد أن مل أصحابها منها».
زعم جيمس بيتمان أن للوحش آثار تشبه آثار الكلب، لكنه قال أيضا «أنا فقط لم أر قط كلبا بهذا الحجم». ويرى المأمور فورز أيضا أن الوحش قد يكون ذئبا مسعورا. وقال «يتكلم العجائز أنهم يتذكرون رؤية الذئاب في المنطقة بين الحين والآخر».
وصفت السيدة كينلو أن المخلوق يشبه «أسد جبل كبير» عندما هاجمها يوم 5 يناير. في طبعة 7 يناير من جريدة بلادين جورنال، وصف بعض الناس الحيوان بما يحتمل كونه ولفرين. كما ذكرت وجود تخمينات بأن المخلوق ربما كان «كلب شرطة بري».
قال سام كولبرث، مأمور الصيد في إليزابيث سيتي، كارولينا الشمالية، أن الآثار قد تشير إلى وجود أسد جبل.
ذكر آر أيه ستانتون، وهو رجل من لمبرتون، نورث كارولينا أنه يعتقد أن وحش بلادنبورو كان هجين راعي ألماني وكلب صيد يدعى «بيغ بوي» أعطاه لصبي من السكان لأصليين يعيش على حافة المستنقع الكبير. وكان بيغ بوي أسود اللون وله ذيل طويل وأشعث. ونقلت الصحيفة عن ستانتون قوله: «ربيته منذ كان جروا، ولكن إذا التقيت به في الغابة فسأقتله فورا». زعم أن بيغ بوي بإمكانه القفز فوق سياج بعلو ستة أقدام وأنه يقتل الدجاج من وقت لآخر. وقال البيطري إن جي بيرد من لمبرتون، في ما يخص بيغ بوي، انه «من الممكن جدا» أن يكون مسؤولا عن الهجمات. وقال بيرد أيضا أنه كان من الممكن لبيغ بوي (أو كلب آخر) يمكن أن يكون قتل الكلاب الأخرى، واحتسى الدم بدلا من مصه.
في عام 2008، قدم المسلسل التلفزيوني MonsterQuest على قناة هيستوري تحليلا بشأن هذه الهجمات التي قيل أنها عاودت الظهور، وخلصت إلى أن المهاجم قد يكون أسد جبل.

## الإرث
يميل الأدب حول الاحداث التي جرت في شتاء 1953-1954 نحو التشكيك، ولا سيما بسبب الدعاية حول المدينة من خلال التقارير الإخبارية المثيرة.
ذهب العمدة وودرو فوسيل، الذي أدار مسرح المدينة، إلى شارلوت، نورث كارولينا يوم 6 يناير لحجز فيلم القط الكبير ليوم واحد. وأعلنت المنشورات التي تم نشرها «الآن يمكنكم رؤية القط. لقد صورناه على الشاشة لدينا! وبتقنية تكنيكولور أيضا!» القط الكبير«. طوال يوم السبت 9 يناير.»  في مقابلة مع الصحفي جون كوري، قال فوسيل انه يعتقد أن المخلوق مجرد خدعة، رغم انه هو الذي دعا الصحف من ويلمنجتون بشأن الكلاب الميتة. وجد أن طريقة موتهم كانت غريبة، وقال إن «القليل من الدعاية لن تؤذي البلدة». ولكن ما لم يتوقعه هو المدى الذي تلقت به الصحف هذه القصة، وكان عليه أن يتوقف قبل أن يتلقى أحد ما رصاصة بالخطأ.
في صباح 15 ديسمبر 1954، عثر رجل يدعى مارفن ماكلام على «خمسة خنازير متوسطة الحجم وثلاث دجاجات» ميتة في مزرعة مستأجرة بالقرب من مستشفى روبسون التذكاري. ذكر ماكلام لصحيفة روبسونيان «كانت متناثرة حول زريبة في مساحة 10 إلى 15 قدما تقريبا. كانت جثث الحيوانات مشوهة وتم سحق جماجم أربعة منها. وتم تمزيق أرجل ثلاثة من الخنازير من أجسادها. والغريب أنه لا توجد آثار واضحة للدم». وفي اليوم التالي، قتل كلب ضال وزنه 65 رطلا (30 كج). وقالت كارول فريمان، القيمة على الكلاب في المقاطعة، أن الكلب «على الارجح» هو القاتل، رغم أن الآثار التي عثر عليها في المزرعة لم تتم مقارنتها بالكلب الميت، ولم يوضح كيف وصل الكلب إلى الدجاج، والذي قال ماكلام أنه كان جاثما قرب شجرة. وفقا للقيم على الكلاب ريموند كينلو، فإن إطعام اللحوم النيئة للكلاب الأليفة يجعلها متعطشة للدم.

## استشهاد
- 'Beast Of Bladenboro' Scare Ends In Death Of Large Dog. (1954, December 16). The Robesonian, pp. 1, 7.
- 'Beast Of Bladenboro' Type Killer Strikes In Robeson. (1954, December 15). The Robesonian.
- Beast Takes Stroll; Frightens Autoists. (1954, January 12). Wilmington Morning Star, p. 1.
- Bladen Man Traps Bobcat; Is It The Ferocious Beast? (1954, January 14). The Wilmington Morning Star, p. 1.
- Corey, J. (1958, June). Is The Beast Dead? The Carolina Farmer.
- Enterprise! (1954, January 8). Wilmington Morning Star.
- Fresh Dogs Seek 'Beast' At Bladenboro. (1954, January 8). The Wilmington News. p. 1.
- Gallehugh, J. F. (1976). The Vampire Beast of Bladenboro. North Carolina Folklore Journal', 24, 53–58.
- Grady, S., Scheer, J., & Green, R. (1954 January 7). The Beast Of Bladenboro - They All Know 'It'll Come Back'. The Charlotte News.
- Hall, J. (1954, January 5). Vampire Tendencies Found In Bladenboro’s “Monsters.” Wilmington Morning Star, p. 1,3.
- Hall, J. (1954 January 6). Bladen Beast Still Prowls. Wilmington Morning Star.
- Hall, J. (1954 January 7). Guns, Dogs Circle Blood Lusty Beast. Wilmington Morning Star, p. 1.
- Hall, J. (1954, January 8). Monster Strikes Again, Slays Dog. Wilmington Morning Star, p. 1.
- Hall, J. (1954, January 9). Vampire Beast Wins Battle Of Bladenboro. Wilmington Morning Star. p. 1.
- Hester, H. (2007). The Beast of Bladenboro : a compilation of articles and writings. Bladenboro, NC: Boost the  ’Boro.
- Hotz, A. (2006, October 29). The Beast of Bladenboro. Star News.
- Hunt Animal Blamed With Killing Eight Dogs At Bladenboro In Week. (1954, January 7). The Bladen Journal, p. 1.
- Hunters, Dogs Tracking Bladen Mystery Killer. (1954, January 7). The Wilmington News, p. 1.
- Morris, D. (1954, January 14). Screams Of Panther Recalled; Likened To Bladenboro Beast. The Robesonian, p. 4.
- Mysterious Beast Still at Large. (1954, January 4). The Wilmington News, p. 1.
- Mystery Beast Slays Dogs of Bladenboro. (1954, January 4). Wilmington Morning Star, p. 1.
- Thinks Bladen Killer Dog He Gave Indian. (1954, January 13). Wilmington Morning Star, p. 1.
- 'Vampire' Charges Woman. (1954, January 6). The News and Observer, p. 1,6.
- 'Vampire' Theory Fails To Draw Comment From Officer. (1954, January 13). The Robesonian, pp. 1, 4.